# Pastirski satelit
Pastirski satelit je naravni satelit, ki s svojim delovanjem preprečuje razpršitev obročev (prstanov), ki planet obdajajo.
Običajno so to po velikosti manjši sateliti. Krožijo okoli planeta v vrzelih obročev (ločnicah) ali na robu obročev.  
Ime »pastirski« izhaja iz tega, ker delujejo kot pastirji, ki skrbijo za to, da se »čreda« delcev v obroču preveč ne razbeži.
S svojim težnostnim delovanjem vplivajo na delce snovi v obroču tako, da se ti delci vračajo v obroč ali se popolnoma izvržejo ali pa jih satelit veže na svoji površini. Na ta način ustvarjajo vrzeli v obročih. 

## Zgledi pastirskih satelitov
Pastirske satellite imajo Saturn, Uran in Neptun.
- Saturnovi obroči :
  - Pan (v Enckejevi vrzeli)
  - Dafnis (v Keelerjevi vrzeli)
  - Atlas (v A obroču)
  - Prometej, S/2004 S 4 in S/2004 S 6 (v F obroču)
  - Pandora in S/2004 S 3 (v F obroču)

- Uranovi obroči :
  - Kordelija (v obroču epsilon)
  - Ofelija (v obroču epsilon)

- Neptunovi obroči :
  - Galateja ( v Adamsovem obroču).